# Trimma nasa
Trimma nasa es una especie de peces de la familia de los Gobiidae en el orden de los Perciformes.

## Morfología
Los machos pueden llegar a alcanzar los 2,3 cm de longitud total y las  hembras 1.97.

## Hábitat
Es un pez de Mar  de clima tropical y asociado a los  arrecifes de coral hasta los 41 m de profundidad, aunque, normalmente, lo hace hasta los 20

## Distribución geográfica
Se encuentran en las Islas Salomón, Papúa Nueva Guinea, Indonesia, Vanuatu, Fiyi, Nueva Caledonia, Australia, las Filipinas y República de Palau .

## Observaciones
Es inofensivo para los humanos.